# Tingena honesta
Tingena honesta är en fjärilsart som först beskrevs av Alfred Philpott 1929a.  Tingena honesta ingår i släktet Tingena och familjen praktmalar. Inga underarter finns listade i Catalogue of Life.